# جام حذفی فوتبال اسلواکی
 جام حذفی فوتبال اسلواکی  (به اسلواکیایی: Slovenský Pohár) مسابقاتی است که به صورت حذفی در کشور اسلواکی از سال ۱۹۹۳ تاکنون برگزار می‌شود. این جام از ۵۲ تیم که از سراسر کشور اسلواکی در آن شرکت می‌کنند برگزار می‌شود.
باشگاه فوتبال براتیسلاوا با ۵ قهرمانی پرافتخارترین تیم این سری مسابقات به حساب می‌آید.